# Nora Krug
Nora Krug est une illustratrice et professeure allemande et américaine, née en 1977 à Karlsruhe. Elle est notamment connue pour son récit graphique Heimat, loin de mon pays, dont la version francophone paraît en 2018.

## Biographie
Nora Krug est née à Karlsruhe en 1977 et y grandit,. Après un séjour scolaire au Canada, elle étudie au Liverpool Institute for Performing Arts où elle obtient un Bachelor et étudie ensuite le film documentaire et l'illustration à l'université des arts de Berlin et obtient un diplôme de designer.
En 2002, elle se rend à New York pour étudier l'Illustration as a Visual Essay (M.F.A.) à la School of Visual Arts.
Elle s'installe dans la ville et épouse un illustrateur américain d'origine juive dont la famille a émigré aux États-Unis depuis Strasbourg et Francfort-sur-le-Main, avant le début de l'Holocauste. Le couple a une fille, née en 2015 et vit à Lefferts Gardens, Brooklyn,. Nora Krug est une citoyenne allemande et américaine.
Elle travaille comme dessinatrice de presse, pour The New Yorker ou The Guardian. Ses bandes dessinées ont également été publiées dans Le Monde diplomatique et l'anthologie Blab! (en). Elle est enseignante à l'école d'art new-yorkaise Parsons The New School for Design.

## Œuvre littéraire
Nora Krug exerce comme illustratrice pour la presse, comme The New Yorker, The Guardian et ses bandes dessinées figurent dans Le Monde diplomatique et Blab !. Elle est enseignante à la Parsons The New School for Design.
Elle est l'autrice du roman graphique Red Riding Hood Redux et du livre d'artiste Shadow Atlas. Elle illustre le livre pour enfants My Cold Went on Vacation et l'essai On Tyranny: 20 Lessons for the Resistance (De la tyrannie : Vingt leçons du XXe siècle) de Timothy Snyder, paru en 2017 et réédité en 2021.

### Heimat
Nora Krug publie en 2018 Belonging : a german reckons with history and home en langue originale anglaise. Il paraît en France en 2018, dans une traduction d'Emmanuelle Casse-Castric, sous le titre Heimat, loin de mon pays. L'artiste y explore sa relation avec sa patrie, son malaise d'être Allemande et sa nostalgie envers son pays ainsi que la culpabilité des jeunes Allemands envers la Shoah. À partir de ses propres souvenirs, l'auteure retrace l'histoire de sa famille dans les années 1930, à l'ère de nazisme : son oncle qui, enfant à l'époque, avait écrit une rédaction antisémite, les persécutions dont les Juifs sont victimes sur les lieux d'où viennent ses ancêtres. Elle appelle le livre mémoire graphique, selon une expression courante aux États-Unis, car il ne s'agit ni d'un roman graphique, ni d'une bande dessinée. L'ouvrage associeplusieurs procédés : « dessin, collages, photos, cartes postales, cahiers d'école », y compris des archives d'époque ; selon La Croix, l'œuvre se situe « entre investigation journalistique et journal intime ». L'album est le fruit de plusieurs années d'enquête.

### Autres activités
Les animations de Nora Krug sont projetées au Sundance Film Festival dans l'Utah[réf. souhaitée].
En 2005, Nora Krug est nommée professeur de techniques d'illustration et de présentation graphique à l'Académie d'art Muthesius de Kiel[réf. souhaitée]. En 2007, elle accepte une chaire d'illustration à la Parsons School of Design de New York.

## Publications

### en langue originale anglaise
- My Cold Went on Vacation, éd. Penguin Putnam
- Red Riding Hood Redux, éd. Bries (Belgique)
- Belonging : A German Family Album, éd. Penguin Books, octobre 2018  (ISBN 9780241183564)
- Diaries of War: Two Visual Accounts from Ukraine and Russia. A Graphic History, pref. de Timothy Snyder, Ten Speed Press, 2023

### en français
- Timothy Snyder, Vingt leçons du XXe siècle, titre orig. On Tyranny: Twenty Lessons from the Twentieth Century, trad. de l'anglais par Pierre-Emmanuel Dauzat, ill. Nora Krug, Paris, Gallimard, 2017, 112 p.  (ISBN 978-2-07-274252-1)
- Heimat, loin de mon pays, trad. de l'anglais par Emmanuelle Casse-Castric, Gallimard, octobre 2018  (ISBN 978-2-07-066315-6) (BNF 45615242)

## Récompenses
Heimat :
- 2018 :
  - Society of Illustrators (en), catégorie livres, médaille d'argent[8] ;
- 2019 : 
  - Lynd Ward Prize for Graphic Novel of the Year par la Pennsylvania State university pour Belonging : A German Family Album[8],[9] ;
  - Nomination aux Harvey Awards « Book of the Year » : Belonging : A German Family Album[10]
  - British Book Design and Production awards (catégorie Roman graphique)[8] ;
  - Meilleur livre de l'année - The New York Times, The Guardian, NPR, Kirkus Reviews, San Francisco Chronicle et The Boston Globe[8] ;
  - ADC Awards : Cube de l'illustration[11] ;
  - National Book Critic Circle Award for Autobiography[12] ;
  - Literary Hub: The 10 Best Memoirs of the Decade – And Then Some[12] ;
- 2021 :
  - prix Urhunden de la meilleure bande dessinée traduite en suédois en 2019, pour la version de Karin Andrae[13].

On Tyranny: Twenty Lessons from the Twentieth Century
- 2021 : 
  - The New York Times: The Best Graphic Novels of 2021[14] ;
  - Deutschlandfunk : Bestenliste Dezember[15] ;
- 2022 : 
  - ADC Awards : Cube d'argent, Catégorie Illustration[16] ;
  - Stiftung Buchkunst : Les plus beaux livres allemands 2022[17] ;
  - Society of Illustrators (Catégorie Livres) : Médaille d'or[18].

Nora Krug remporte des bourses d'études et de recherche de la Fondation John-Simon-Guggenheim, de la Fondation Pollock-Krasner, de la Maurice Sendak Fellowship, du German Academic Exchange Service et du Programme Fulbright.